# Dan (rzeka w Stanach Zjednoczonych)
Dan River – rzeka w Wirginii i Karolinie Północnej w Stanach Zjednoczonych, dopływ Roanoke. Jej długość wynosi 344 km.
Źródła Dan znajdują się w hrabstwie Halifax w Wirginii, następnie płynie przez hrabstwa Mecklenburg i Pittsylvania, po czym wpływa do Karoliny Północnej, gdzie płynie przez hrabstwa Caswell, Rockingham i Stokes, by powrócić do Wirginii (Patrick i Floyd). Uchodzi do zbiornika wodnego Kerr Lake.